# 2 лютого
2 лютого — 33-й день року в григоріанському календарі. До кінця року залишається 332 дні (333 дні — у високосні роки).

## Свята і пам'ятні дні

### Міжнародні
- Організація об'єднаних націй: Всесвітній день водно-болотних угідь (Конвенція про водно-болотні угіддя була підписана в місті Рамсаре (Іран) 2 лютого 1971 р. День її підписання в 1997 р. об'явлений Всесвітнім днем водно-болотних угідь)

### Національні
- Азербайджан: День молоді.
- Естонія: День укладання Тартуського мирного договору (1920).
- Іспанія: Діва Марія Канделярійська (Канарські острови).
- Ліхтенштейн: Стрітення[1].
- Філіппіни: День конституції.

### Релігійні

#### Західне християнство
- Стрітення;
- Всесвітній день богопосвяченого життя[pl][2];
- Діва Марія Канделярійська
- Пам'ять святих Адальбарда[en], Катерини де Річчі[en] та Корнилія;
- Пам'ять Ебсдорфських мучеників[en];
- Пам'ять блаженного Андреа Карло Феррарі[en] (римський обряд).

#### Східне християнство
- Стрітення Господнє[3];
- Пам'ять мученика Агатадора Тіанського в Каппадокії[4][5][6] (грецьке православ'я);

- Пам'ять новомучеників Йордана Трапезундського[7][8] та ієродиякона Гавриїла Константинопольських[7][9] (грецьке православ'я).

#### Вікка
- Імболк

### Інші
- День Бабака
- у 2004, 3004,.. — день квадратного кореня

### Іменини
✝  Католицькі: Адальбард, Андреа, Бервін, Вавжинець, Верне, Ґонсалві, Ерментруда, Іван, Карло, Катерина, Корнилій (Корнель), Лаврентій, Марцін, Марія, Маркварт, Миколай, Милослав, Петро, Пилип, Стефан, Теодор, Теофан, Франциск.
✙ Православні: Ісус.

## Події

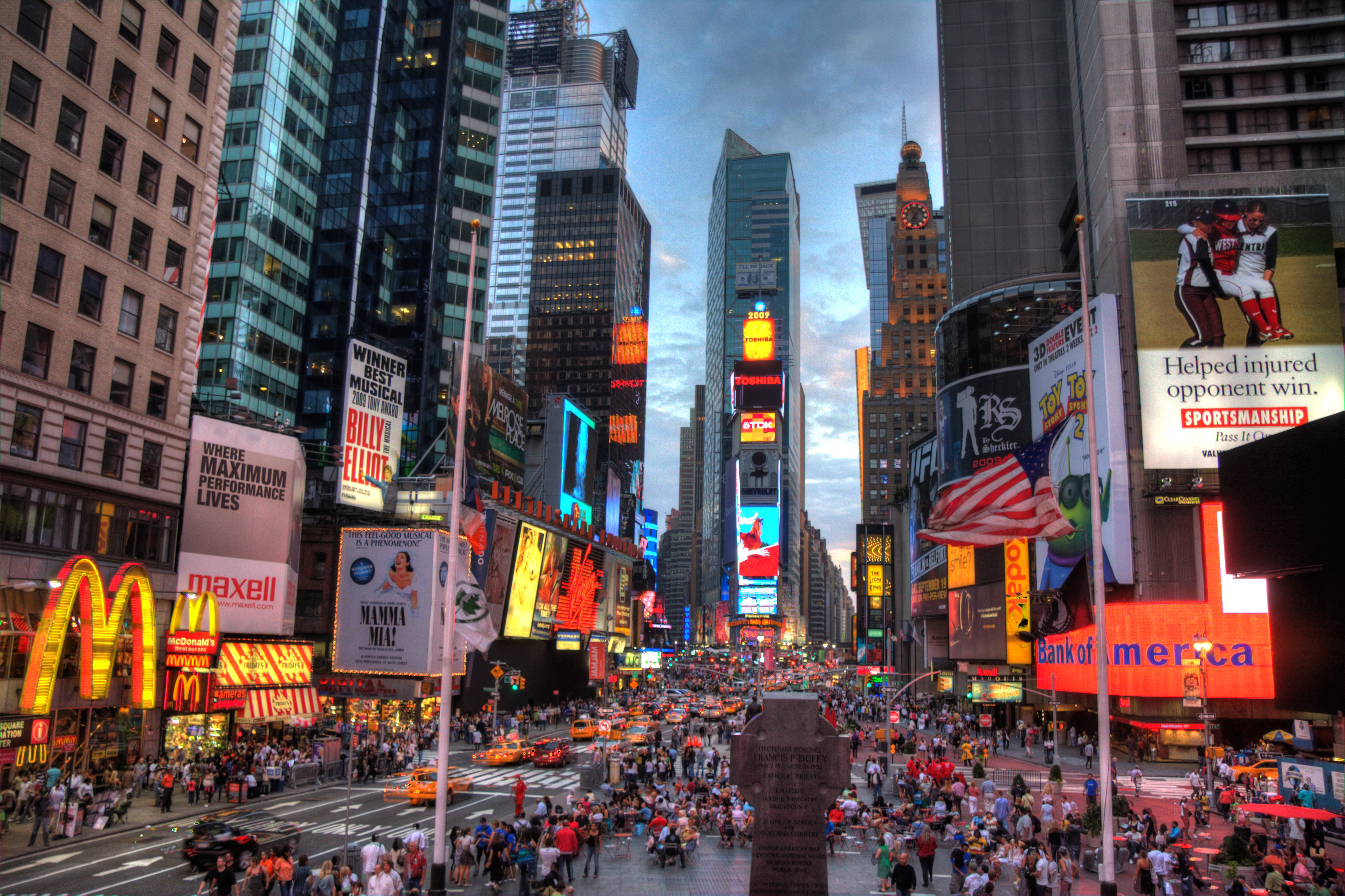
Нью-Йорк

- 962 — Оттон став першим імператором Священної Римської імперії з Саксонської династії.
- 1274 — у Флоренції сталася перша зустріч Данте й Беатріче, чий образ протягом всього життя надихав творця «Божественної комедії».
- 1536 — на західному березі річки Ла-Плата, на південь від річки Парана, іспанський конкістадор Педро Мендоза заснував місто Буенос-Айрес, нинішню столицю Аргентини.
- 1556 — у Центральному Китаї (провінції Шаньсі, Шеньсі і Хенань) стався наймасштабніший з усіх зареєстрованих на планеті землетрусів — загинуло близько 820 тисяч людей.
- 1558 — заснування Єнського університету.

- 1653 — селище Новий Амстердам набуло статусу міста. Сьогодні воно відоме як Нью-Йорк.
- 1656 — освячений Кафедральний собор Мехіко, один з найбільших і найдавніших у Латинській Америці.
- 1676 — Іоанн III коронований як Король Речі Посполитої.
- 1823 — у Венеції відбулася прем'єра опери Россіні «Семираміда»
- 1841 — перша згадка про «День Бабака».
- 1848 — підписаний договір Гвадалупе-Ідальго, за яким закінчувалась Американо-мексиканська війна, а Мексика поступалася Штатам 1,36 млн км² території в обмін на 15 млн доларів.
- 1852 — у Лондоні на Фліт-стріт відкрився перший громадський туалет.
  - у Парижі відбулася прем'єра «Дами з камеліями» Александра Дюма (сина).
- 1863 — Семюел Клеменс вперше підписався як Марк Твен.
- 1870 — агентство Reuters, підписавши угоди з двома іншими агентствами, вперше в історії створила всесвітню інформаційну мережу.
- 1892 — у Намеокі (Іллінойс, США) відбулася найдовша в історії зустріч з боксу (між Гаррі Шарпом і Френком Кросбі).
- 1912 — Фредерік Лоу стрибнув з парашутом зі статуї Свободи.
- 1913 — у Нью-Йорку відкритий Grand Central Terminal, найбільший залізничний вокзал світу.
- 1914 — вийшов у прокат перший фільм із Чарлі Чапліном, «Заробляючи на життя».
- 1920 — на Бродвеї відбулася прем'єра п'єси Юджина О'Ніла «За обрієм» (Пулітцерівська премія з драматургії).
- 1922 — у Парижі у день 40-річчя автора накладом 1000 примірників опубліковано роман Джеймса Джойса «Улісс».
- 1924 — Велика Британія встановила дипломатичні відносини з Радянським Союзом.
- 1932 — нарком постачання СРСР Анастас Мікоян видав наказ про створення постійного запасу хліба в Закавказзі в кількості 2 млн пудів пшениці і 2 млн пудів кукурудзи за рахунок України і Кубані — предтеча Голодомору в Україні та на Кубані.
- 1935 — вперше у судовій практиці використано детектор брехні (Портедж, Вісконсин).
- 1940 — відбувся дебют американського естрадного співака Френка Сінатри.
- 1943 — завершилася одна з ключових битв ІІ Світової війни. Радянські війська завдали поразки німецьким військам під Сталінградом
- 1945 — диверсійно-розвідувальна група УПА висадила в повітря блокпост залізничної станції «Тисменищани» та каркас дерев'яного мосту на ділянці Калуш — Рожнятів, Станіславської області. Пошкоджено лінію зв'язку
- 1959 — загибель туристичної групи Дятлова на Північному Уралі, що породила численні версії.
- 1970 — у Мюнхені уперше в історії відбулася операція з трансплантації нерва.
- 1986 — в Індії відбулася зустріч Папи Римського Івана Павла II з Далай-ламою.
- 1999 — на передньому фасаді універмагу «Україна» в Києві вивісили найбільшу у світі (на той час) зовнішню рекламу — панно шампуню «Орґанікс» (126,5×17 м).
- 2009 — у Зімбабве пройшла деномінація зімбабвійського долара за курсом 1 000 000 000 000 : 1.
- 2024 - розпочався 21-й Чемпіонат світу з водних видів спорту в Досі, (Катар).

## Народились

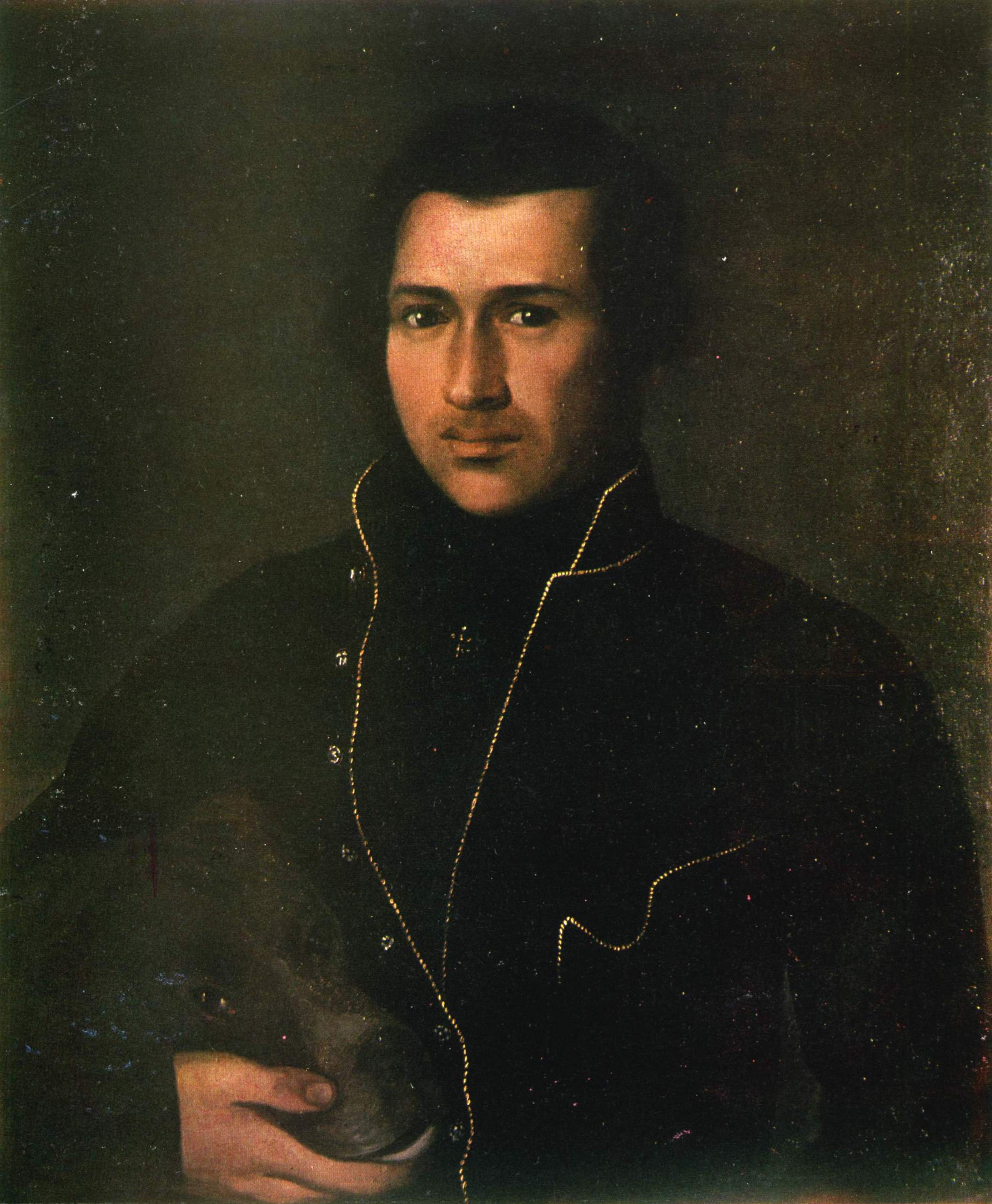
Євген Гребінка

Дивись також Категорія:Народились 2 лютого
- 1463 — Джованні Піко делла Мірандола, італійський філософ і гуманіст.
- 1616 — Себастьян Бурдон, французький живописець і графік.
- 1802 — Йосиф Богдан Залеський, польський поет українсько-молдовського походження, родом з Київщини. Засновник «української школи» в польській літературі.
- 1812 — Євген Гребінка, український поет («Малоросійські приказки», «Човен», «Українська мелодія», «Очи черные») та прозаїк («Записки студента», «Петербурзька сторона», «Фактор»).
- 1829 — Альфред Брем, німецький зоолог, автор багатотомного «Життя тварин».
- 1845 — Іван Пулюй, український фізик і електротехнік, організатор науки, громадський діяч.
- 1849 — Павол Орсаг, національний поет Словаччини.
- 1861 — Соломон Гуггенхайм, засновник музею (загинув під час катастрофи «Титаніка»).
- 1863 — Тимотей Бордуляк, український письменник.
- 1875 — Фріц Крайслер, австрійський і американський скрипаль і композитор.
- 1882 — Джеймс Джойс, ірландський письменник, творець «потоку свідомості».
- 1885 — Альдо Палацескі, італійський письменник.
- 1896 — Аннабель Кортні Вудсворд, тривалий час головний балетмейстер на Бродвеї, автор «ефекту глибини» (з використанням дзеркал на сцені).
- 1901 — Яша Хейфец, американський скрипаль-віртуоз (народився у Вільнюсі).
  - Валер'ян Підмогильний, український письменник, перекладач (загинув у сталінських таборах).
- 1905 — Айн Ренд, американська письменниця, філософ.
- 1926 — Валері Жискар д'Естен, президент Франції в 1974—1981 рр.
- 1929 — Віра Хитілова, чеський кінорежисер, авангардист і піонер чеського кінематографу.
- 1934 — Отар Іоселіані, грузинський кінорежисер і сценарист.
- 1937 — Роберта Флек, американська джазова вокалістка.
- 1939 — Віталій Філіпенко, народний артист України, композитор.
- 1941 — Чарлі Воттс, перкусіоніст рок-гурту «Rolling Stones».
- 1942 — Бо Гопкінс, американський кіноактор (телесеріал «Династія»).
  - Ґрехем Неш, англійський рок-музикант, засновник гурту «The Hollies».
- 1946 — Ферра Фосет, американська кіноакторка («Ангелочки Чарлі»).
- 1944 — Олександр Мороз, український політик.
- 1947 — Ален Мак-Кей, рок-музикант («Earth, Wind & Fire»).
- 1955 — Лешек Енгелькінг, польський поет, прозаїк, перекладач, критик і літературознавець.
- 1972 — Dana International, ізраїльська співачка.
- 1977 — Шакіра Ріполл, колумбійська співачка.
- 1983 — Арсен Павлов (позив. Моторола), російський війський, війський злочинець, терорист ДНР.

## Померли
Дивись також Категорія:Померли 2 лютого

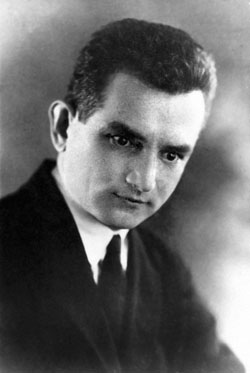
Євген Плужник

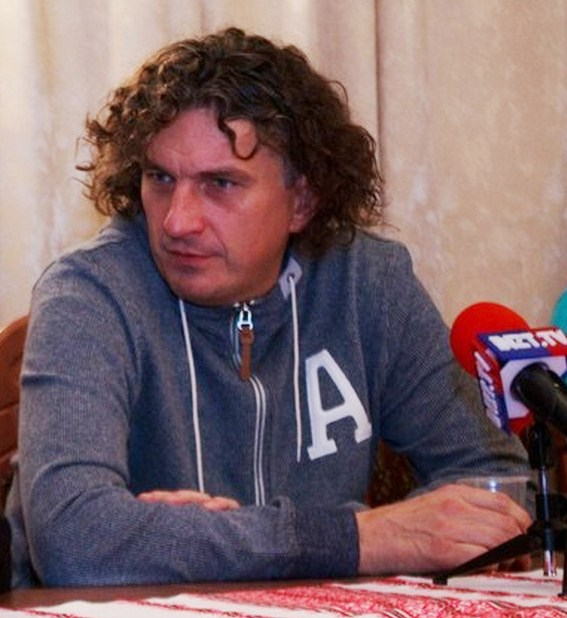
Андрій Кузьменко (Кузьма Скрябін)

- 1594 — Джованні П'єрлуїджі да Палестрина, італійський композитор.
- 1660 — Говерт Флінк, голландський живописець, відомий як портретист, майстер історичної картини, представник Золотої доби голландського живопису, визнаний одним з найкращих учнів Рембрандта.
- 1659 — П'єтро Баратта, італійський скульптор доби бароко.
- 1907 — Дмитро Менделєєв, російський хімік, автор періодичної системи хімічних елементів.
- 1920 — Микола Алексєєв, український і російський графік.
- 1936 — Євген Плужник, український поет, драматург, перекладач.
- 1950 — Михайло Москалюк, сотник УПА, один з останніх керівників Української Повстанської Армії.
- 1969 — Борис Карлофф (Вільям Пратт), американський кіноактор, «король фільмів жаху».
- 1970 — Бертран Рассел, британський філософ. Лауреат Нобелівської премії з літератури за 1950 рік.
  - Микола Шраг, український економіст і громадсько-політичний діяч.
- 1979 — Сід Вішез, бас-гітарист англійської панк-гурту «The Sex Pistols».
- 1980 — Вільям Стайн, американський біохімік, лауреат Нобелівської премії.
- 1987 — Алістер Маклін, шотландський письменник, автор пригодницьких романів.
- 1995 — Дональд Плезенс, британський актор, кавалер ордена Британської імперії.
- 1996 — Джин Келлі, американсько-ірландський танцюрист, актор, співак, режисер, кінопродюсер та хореограф.
- 2014 — Філіп Сеймур Гоффман, американський актор.
- 2015 — Андрій Кузьменко (Кузьма), соліст гурту «Скрябін».